# Total War Saga: Troy
Total War Saga: Troy ist ein Computer-Strategiespiel aus der Total-War-Serie von Creative Assembly. Es gehört innerhalb dieser Serie zur Saga-Reihe und bildet deren zweiten Teil nach Total War Saga: Thrones of Britannia. Das Spiel spielt in der Zeit des Trojanischen Krieges. Verlegt wird das Spiel von Sega und es erschien am 13. August 2020 für Microsoft Windows sowie am 9. Oktober 2020 für macOS.

## Spielprinzip
Im Spiel stehen drei Spielmodi zur Verfügung, die jeweils eine grundsätzlich andere Herangehensweise an die Thematik des Spiels bieten, wobei zwei davon erst später hinzugefügt wurden: Der ursprüngliche Spielmodus ist Die Wahrheit hinter dem Mythos, per kostenlosem Patch kam der historische Modus hinzu und durch eine käuflich zu erwerbende Erweiterung der mythologische Modus.

### Grundlegendes
Das grundlegende Spielprinzip ist bei allen drei Modi gleich: Total War Saga: Troy ist wie auch die anderen Teile der Serie eine Mischung aus Echtzeit- und Rundenstrategie. Auf der Kampagnen-Karte kann im rundenbasierten Modus ein Reich geführt werden. Dabei gilt es bestimmte Ziele zu erfüllen, um das Spiel zu gewinnen; wichtigstes Ziel ist dabei die Eroberung bzw. Verteidigung Trojas. Dem Spieler stehen verschiedene Möglichkeiten zur Verfügung, sein Reich zu leiten und diplomatische Beziehungen mit anderen Reichen zu unterhalten. Mit Hilfe von Armeen ist es möglich, Provinzen zu erobern und sein Reich zu vergrößern. Die Schlachten können entweder automatisch berechnet werden, oder im Echtzeitmodus selbst geführt werden. Hier übernimmt man die Rolle eines Heerführers und kann nun seine Armee direkt im Kampf kommandieren; dabei steht es dem Spieler frei, welche taktische Vorgehensweise er wählt. Eine wichtige Rolle spielt die Imperiumsverwaltungsmechanik, welche bei einem zunehmend größer und mächtiger werdenden Reich zu verschiedenen Mali, aber auch einigen Boni führt, womit Wachstum und territoriale Expansion strategisch geschickt geplant werden müssen.
Neuerungen im Vergleich zu vorherigen Serienteilen sind u. a. ein Ressourcensystem. Statt mit Geld (das zur Zeit des Trojanischen Krieges noch nicht existierte) stehen nun die Ressourcen Stein, Holz, Nahrung, Bronze und Gold im Fokus, die nötig sind, um die eigenen Städte zu erweitern, Einheiten zu rekrutieren, diplomatische Beziehungen zu unterhalten und Forschung zu betreiben. Neu ist auch ein umfangreiches Religionssystem, mithilfe dessen dem Spieler durch die Verehrung bestimmter Gottheiten bestimmte Vorteile gewährt werden.
Ähnlich wie schon in Total War: Three Kingdoms spielen Helden eine wichtige Rolle, nämlich die Helden-Gestalten aus Homers Ilias. So werden viele Fraktionen im Spiel durch ihre heldenhaften Anführer repräsentiert wie z. B. Achilles, Odysseus oder Hektor. Im historischen Spielmodus ist die Rolle dieser Helden allerdings abgeschwächt und sie sind dort auch keine Einzelkämpfer mehr.

### Spielmodi

#### Die Wahrheit hinter dem Mythos
Im Spielmodus Die Wahrheit hinter dem Mythos versuchte der Hersteller Creative Assembly, die mythischen Elemente der Sage in ein realistisches Szenario einzubetten. Die Sagengestalten wie Kentauren und der Minotaurus finden sich im Spiel als Spezialeinheiten wieder, wobei es sich dabei nicht um Fabelwesen handelt, sondern um verkleidete oder einfach besonders geschickte Krieger. Die Helden können im Echtzeitmodus als besonders mächtige Einzelkämpfer auch selbst in das Schlachtengeschehen eingreifen. Durch entsprechende Religionsbauten gewähren die jeweils verehrten Gottheiten passive Vorteile und Zugang zu speziellen Einheiten.

#### Mythologischer Modus
Der kostenpflichtige mythologische Modus verwandelt das Spiel in ein reines Fantasyspiel ähnlich wie die Wahrhammer-Ableger. Dazu wurde auch die Kampagnenkarte angepasst, so dass sie besser in das mythologische Setting passt.
Die Sagengestalten treten in diesem Modus als Fabelwesen und Monster mit übernatürlichen Fähigkeiten auf. Eine zentrale Rolle spielen dabei die drei neu hinzugefügten und besonders mächtigen Fabelwesen Kerberos, die Lernäische Hydra und der Erzgreif. Diese Monster können durch neu eingeführte Missionen, so genannte mystische Expeditionen, nach einem erfolgreichen Kampf gegen sie anschließend für eigene Zwecke rekrutiert werden. Dabei dienen sie nicht bloß als besondere Kampfeinheiten, sondern gewähren auch zusätzlich spezielle Gebäude, Einheiten und Mechaniken, die weitere Vorteile einbringen.
Die Götterwelt beschränkt sich in diesem Modus nicht bloß auf das Gewähren passiver Boni. Sie nimmt stattdessen auch aktiv Einfluss auf den Lauf der Dinge, z. B. durch Flutwellen und Blitze.

#### Historischer Modus
Der kostenlos hinzugefügte historische Modus wiederum soll ein klassisches Total-War-Erlebnis bieten. Auf mythologische Elemente wurde nahezu gänzlich verzichtet und so finden sich auch keine Sagengestalten in diesem Modus. Die Heldeneinheiten sind weit weniger übermächtig und auch keine Einzelkämpfer mehr, sondern verfügen über eine Leibwache.

#### Mehrspielermodus
Ein Mehrspielermodus für bis zu acht Spieler ist seit November 2020 als Beta-Version enthalten. In diesem Modus können sowohl die Kampagne (im Modus Die Wahrheit hinter dem Mythos) als auch Einzelschlachten gegen andere Spieler über das Internet gespielt werden.

## Fraktionen
Folgende Fraktionen sind spielbar, einige erfordern jedoch den Kauf bestimmter Erweiterungen:
| Fraktion              | Anführer    | Stamm              | Verfügbarkeit       |
| --------------------- | ----------- | ------------------ | ------------------- |
| Phthia                | Achilles    | Achäer             | Hauptspiel          |
| Mykene                | Agamemnon   | Achäer             | Hauptspiel          |
| Ithaka                | Odysseus    | Achäer             | Hauptspiel          |
| Sparta                | Menelaos    | Achäer             | Hauptspiel          |
| Hektor von Troja      | Hektor      | Pelasger           | Hauptspiel          |
| Paris von Troja       | Paris       | Pelasger           | Hauptspiel          |
| Dardanien             | Aeneas      | Pelasger           | Hauptspiel          |
| Lykien                | Sarpedon    | Leleger            | Hauptspiel          |
| Hippolytes Amazonen   | Hippolyte   | Sesshafte Amazonen | DLC Amazons         |
| Penthesileas Amazonen | Penthesilea | Hordenamazonen     | DLC Amazons         |
| Salamis               | Ajax        |                    | DLC Ajax & Diomedes |
| Argos                 | Diomedes    |                    | DLC Ajax & Diomedes |
| Thraker               | Rhesos      |                    | DLC Rhesus & Memnon |
| Aithiopia             | Memnon      |                    | DLC Rhesus & Memnon |

Daneben gibt es zahlreiche weitere nicht spielbare Fraktionen.

## Veröffentlichung
Total War Saga: Troy erschien am 13. August 2020 für ein Jahr exklusiv im Epic Games Store. Seit 2. September 2021 ist das Spiel auch über Steam verfügbar. In den ersten 24 Stunden nach der Veröffentlichung konnte das Spiel kostenlos erworben werden. Am 9. Oktober 2020 erschien das Spiel für macOS. Eine Version für Linux war ebenfalls geplant, wurde aber schließlich nicht veröffentlicht.
Ergänzend zum Hauptspiel werden mehrere Erweiterungen veröffentlicht.

## Erweiterungen
Als erste Erweiterung erschien am 24. September 2020 der DLC Amazons, der das Spiel um die Amazonen erweitert. Später wurde auch eine bereits bei früheren Serienteilen übliche Erweiterung veröffentlicht, welche Blut- und Goreeffekte hinzufügt. Außerdem wurden dem Spiel Modding-Werkzeuge hinzugefügt. Der zweite große DLC Ajax & Diomedes erschien am 28. Januar 2021 und erweitert das Spiel u. a. um zwei weitere Anführer.
Der besonders umfangreiche Mythos-DLC erschien am 2. September 2021. Durch diesen DLC wird das Spiel um einen mythologischen Modus erweitert, der ähnlich wie die Warhammer-Ableger das Spielgeschehen in ein Fantasy-Szenario einbettet, welches an die griechische Mythologie angelehnt ist. Am selben Tag erschien per Patch auch eine kostenlose Erweiterung, welche einen historischen Modus ergänzt, der gänzlich auf mythologische Elemente verzichtet, sowie einige weitere Änderungen an der Spielmechanik vornimmt.
Am 14. Dezember 2021 erschien die Erweiterung Rhesus & Memnon. Diese behandelt den thrakischen König Rhesos und den aithiopischen König Memnon. Der DLC führt auch ein paar neue Spielmechaniken ein, so z. B. eine bereits aus früheren Serienteilen bekannte Hordenmechanik.

## Rezeption
In den Fachmedien bekam das Spiel zumeist gute Wertungen. Bei Metacritic liegt das Spiel derzeit (Stand: 14. August 2020) bei einem Metascore von 75/100. Gelobt werden insbesondere das neue Ressourcenmanagement und das Religionswesen. Kritisiert werden u. a. die Vereinfachung im Gegensatz zu anderen Serienteilen, die inzwischen veraltete Spielengine, die schwache KI sowie die halbgare Mischung aus Fiktion und Realität.
Die Gratisaktion innerhalb der ersten 24 Stunden nach Veröffentlichung des Spiels wurde von 7,5 Millionen Nutzern in Anspruch genommen.